# Livro de endereços

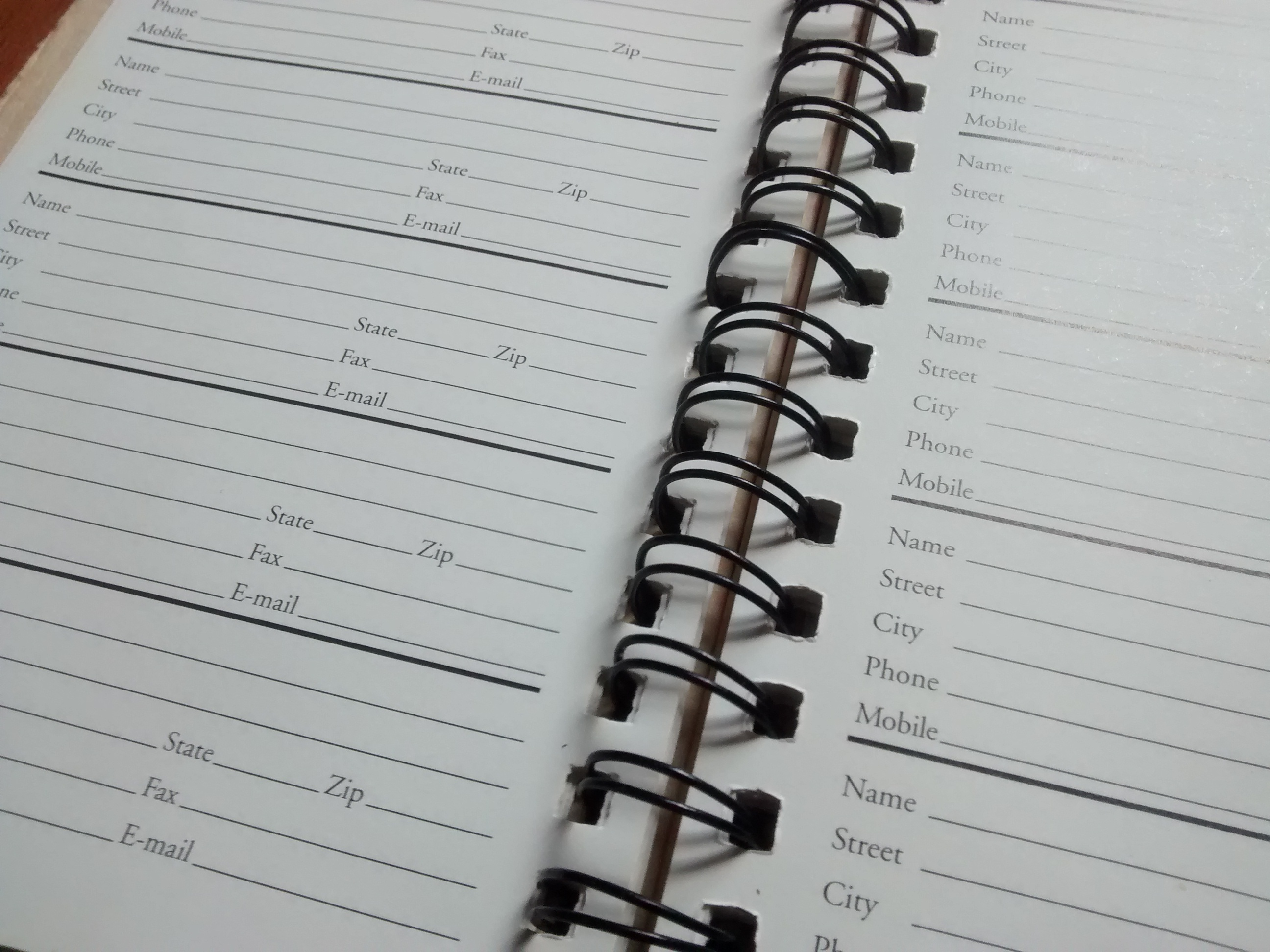
Um livro de endereços, em branco

Um livro de endereços é um livro ou um banco de dados usado para armazenar contatos. Cada entrada de contato geralmente consiste de alguns campos padrão (por exemplo: nome, sobrenome, nome da empresa, endereço, número de telefone, endereço de e-mail, número de fax, número de telemóvel). A maioria de tais sistemas armazena os detalhes em ordem alfabética usando os nomes das pessoas. Muitos livros de endereços usam fichários de anel pequeno que permitem adicionar, remover e embaralhar as páginas.